# Gilău
Gilău, abans Gelău (en hongarès Gyalu, en el dialecte saxó Gela, en alemany Gelu, Julmarkt o Jalmarkt) és un municipi del comtat de Cluj, Transsilvània, Romania, format pels pobles de Gilău, Someșu Cald i Someșu Rece.
En el període d'entreguerres fou la residència de la xarxa Gilău del comtat de Cluj (entreguerres). Actualment, és la residència de la comuna Gilău, que també inclou les localitats veïnes.

## Història
Al sud de la comuna hi ha les restes d’un campament militar romà i d’un assentament civil romà. Va ser el primer campament de Transsilvània on els arqueòlegs van identificar clarament la successió entre el campament de la terra i la fusta i el campament de pedra que el va seguir.
Etimològicament, es va plantejar la hipòtesi que el nom de Gilău era un derivat de Gelu. Segons el cronista anònim del rei Bela IV, el voivoda Gelu va morir a la confluència del rierol Căpuș amb Someșul Mic, situat al territori de Gilău, mentre es retirava davant les hordes hongareses cap a la seva fortalesa des de Dăbâca (ad castrum suum).
El 1660 va tenir lloc aquí una batalla entre George Rákóczi II i els turcs, després de la qual el príncep de Transsilvània va ser derrotat, i va morir poc després per les seves ferides.
Durant el període d'entreguerres, Gilău era el lloc de residència de l'altiplà de Gilău.

## Dades geogràfiques
Gilăul es troba al peu nord-est de les muntanyes Apuseni, a uns 15 km a l'oest de Cluj-Napoca.
La comuna Gilău fa frontera amb les comunes Baciu i Gârbău al nord, Floresti a l'est, Săvădisla al sud-est, Măguri-Răcătău i Mărișel al sud i sud-oest, Căpușu Mare a l’oest.

### Zones protegides
- Llac Tarnița (zona paisatgística protegida)

Componența etnică a comunei Gilău
Segons el cens realitzat el 2011, la població de la comuna Gilău ascendeix a 8.300 habitants, més respecte al cens anterior del 2002, quan tenia 7.861 d'habitants. La majoria dels habitants són romanesos (79,35%). Les principals minories són els hongaresos (8,7%) i els gitanos (7,78%). Per al 4,05% de la població, es desconeix l’ètnia. Des del punt de vista confessional, la majoria dels habitants són ortodoxos (77,36%), però també hi ha minories dels reformats (9,06%), pentecostals (3,84%), baptistes (2,89%) i grecs catòlics (1,05%). Per al 4,16% de la població, no es coneix l’afiliació confessional.

## Política i administració
La comuna Gilău està administrada per un alcalde i un consell local compost per 15 regidors. L'alcalde, Gelu Topan del Partidul Național Liberal, n'ocupa el càrrec des de les eleccions locals de 2020.

## Galeria d'imatges

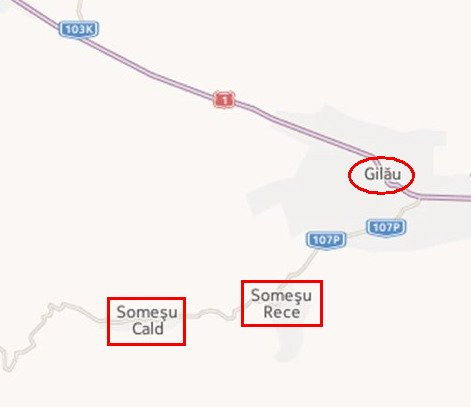
Comuna Gilău i pobles components
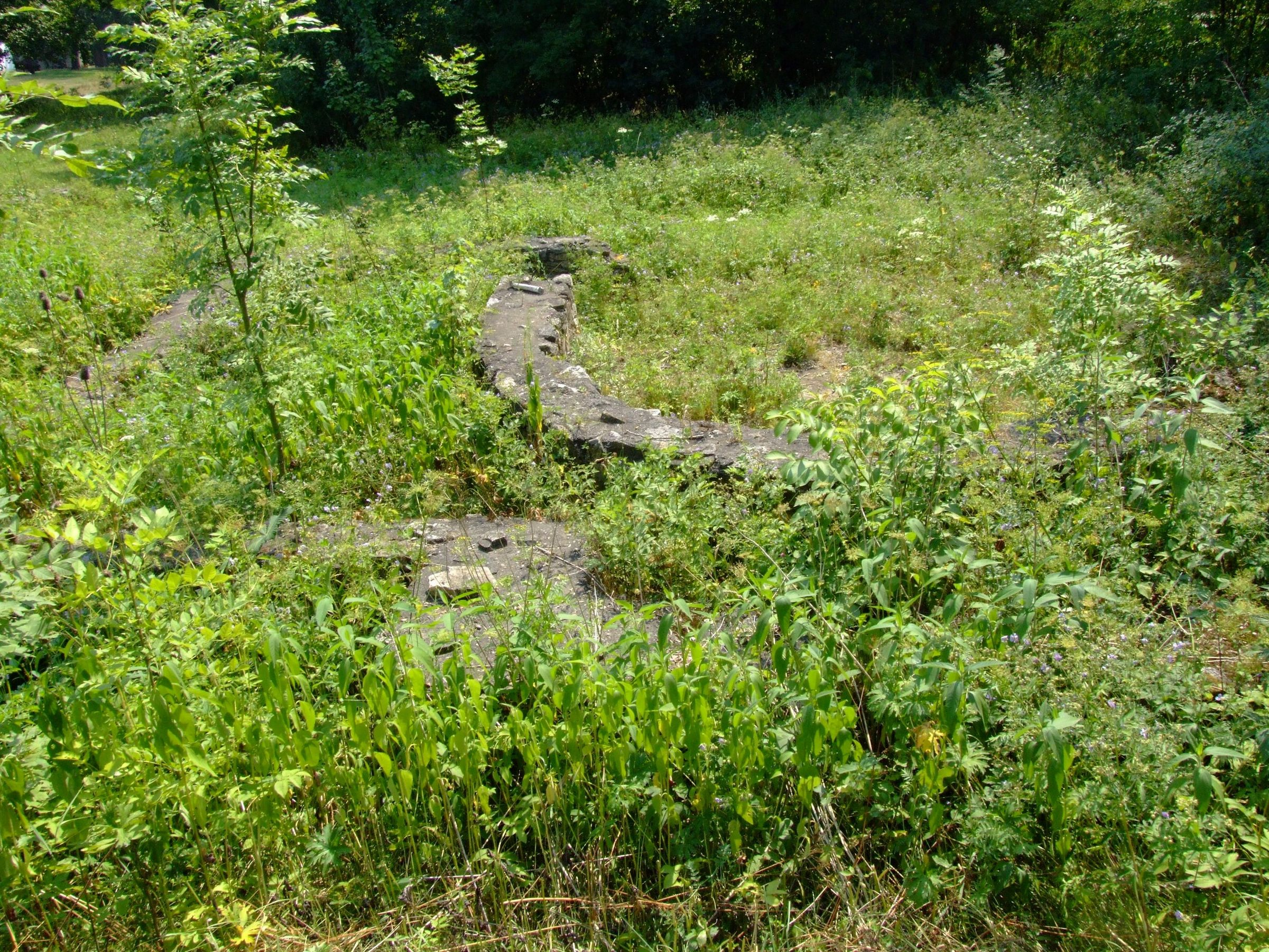
Gilău (castrum roman)
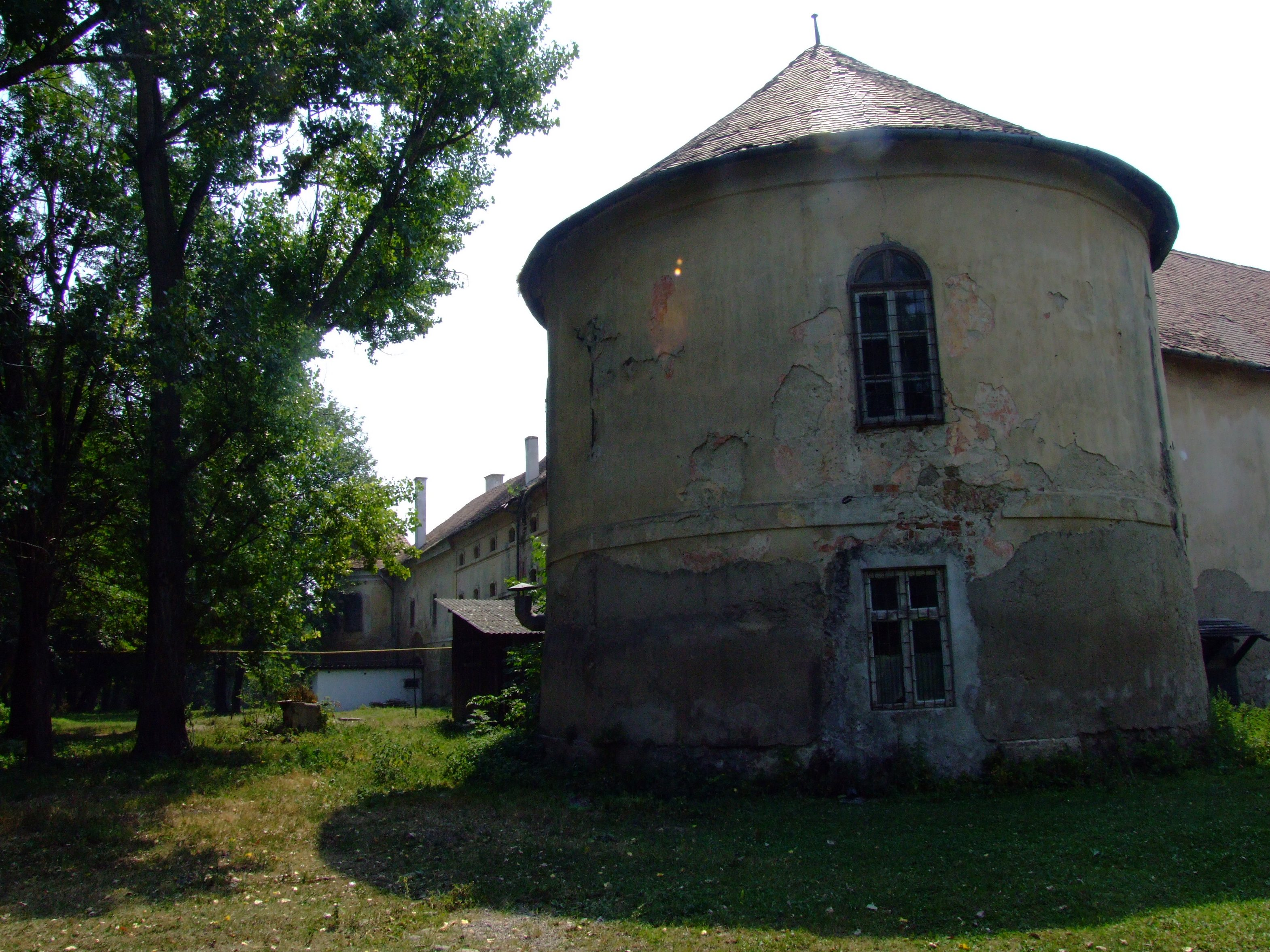
Gilău (castell medieval)
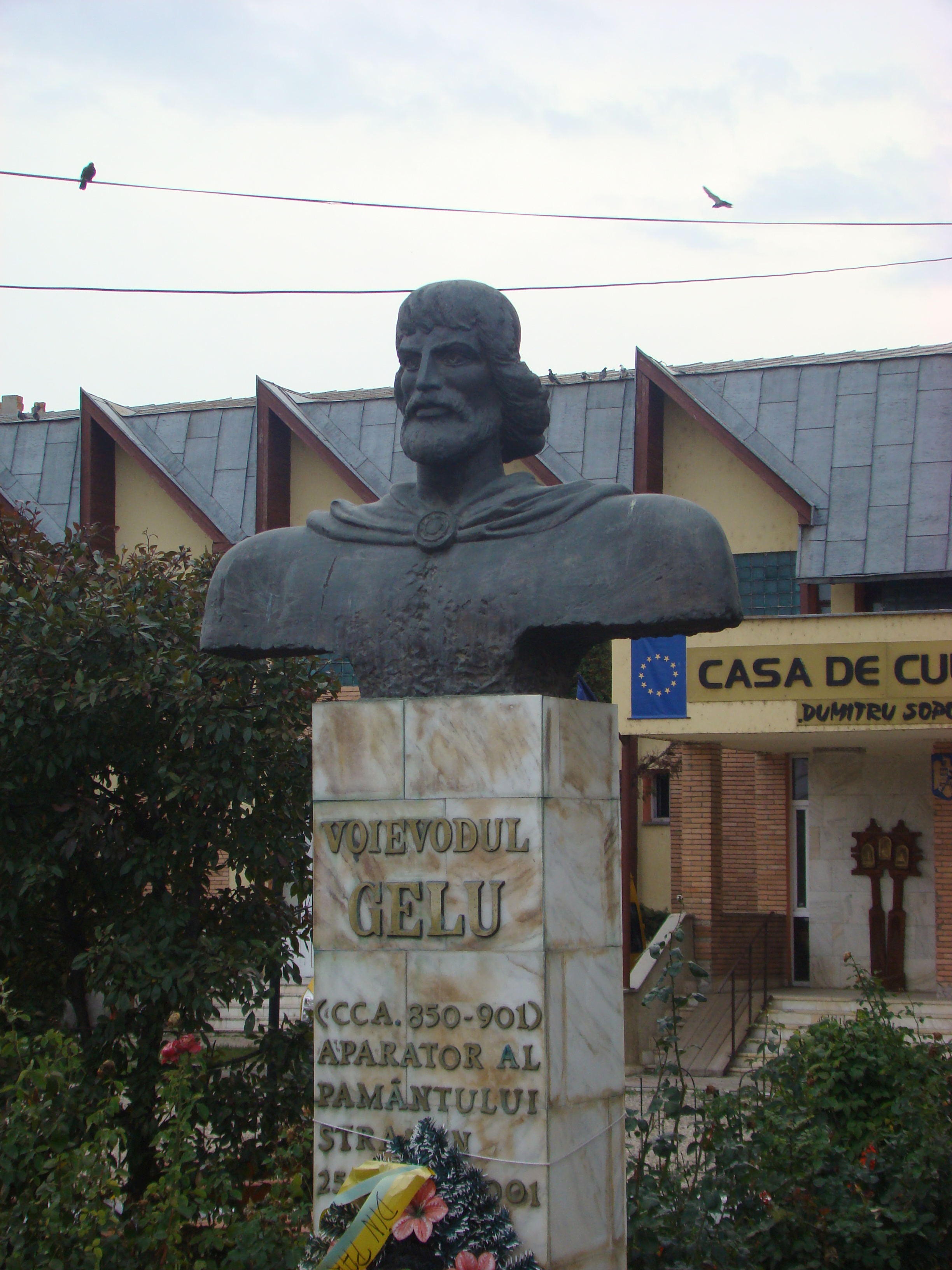
El bust del voivoda Gelu
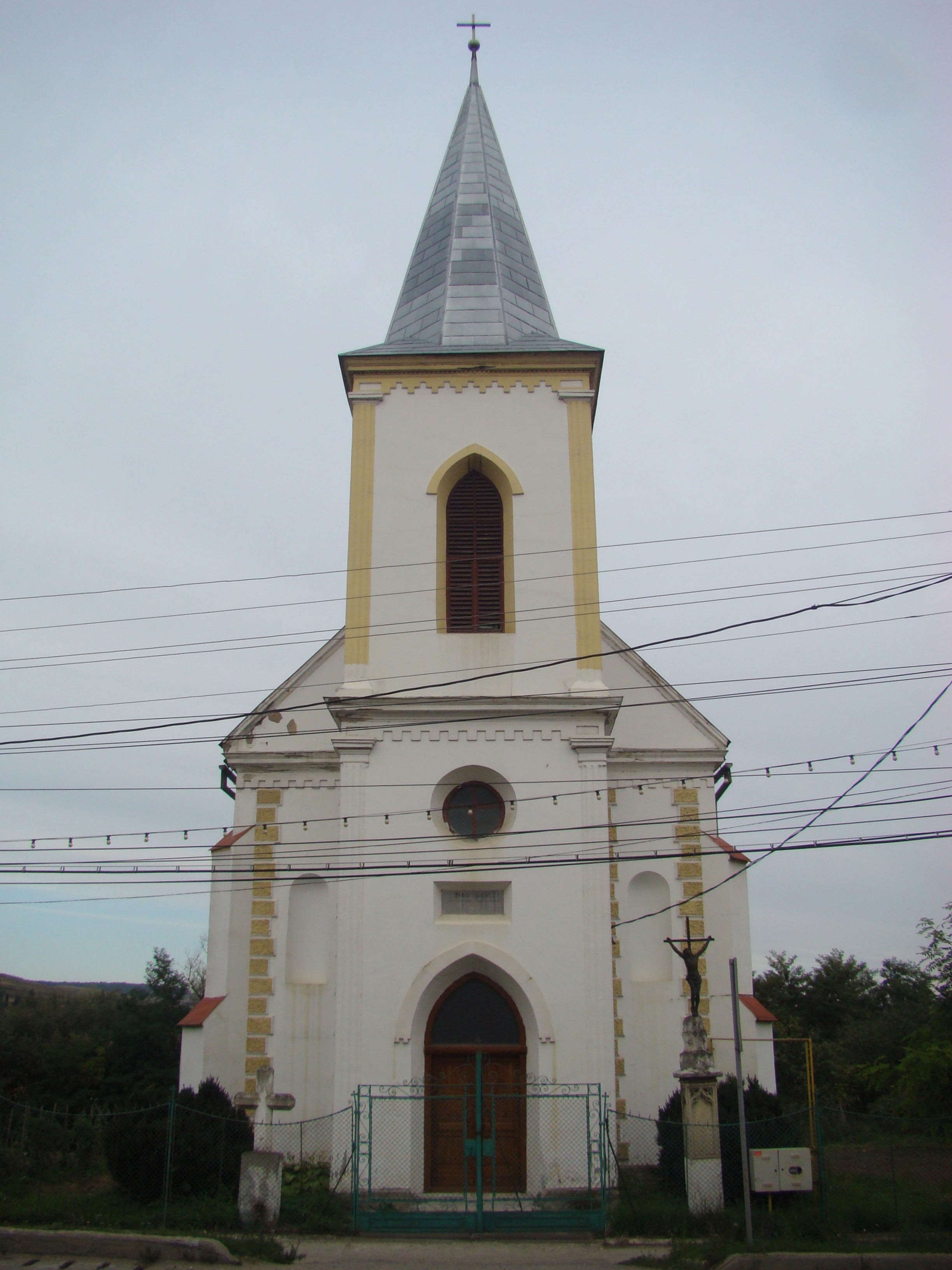
Església Catòlica Romana
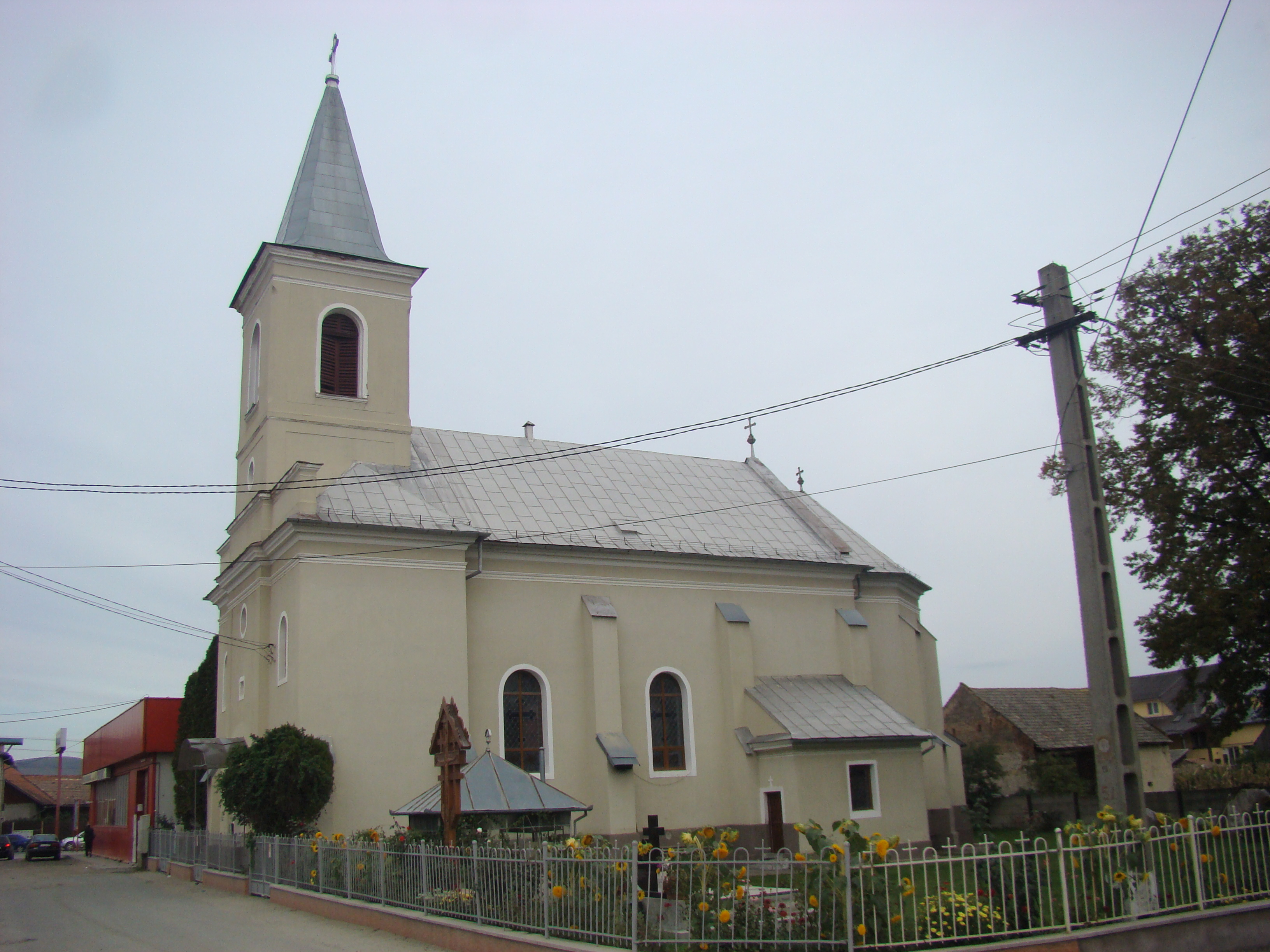
Església Ortodoxa (antiga Greco-Catòlica) (1896)
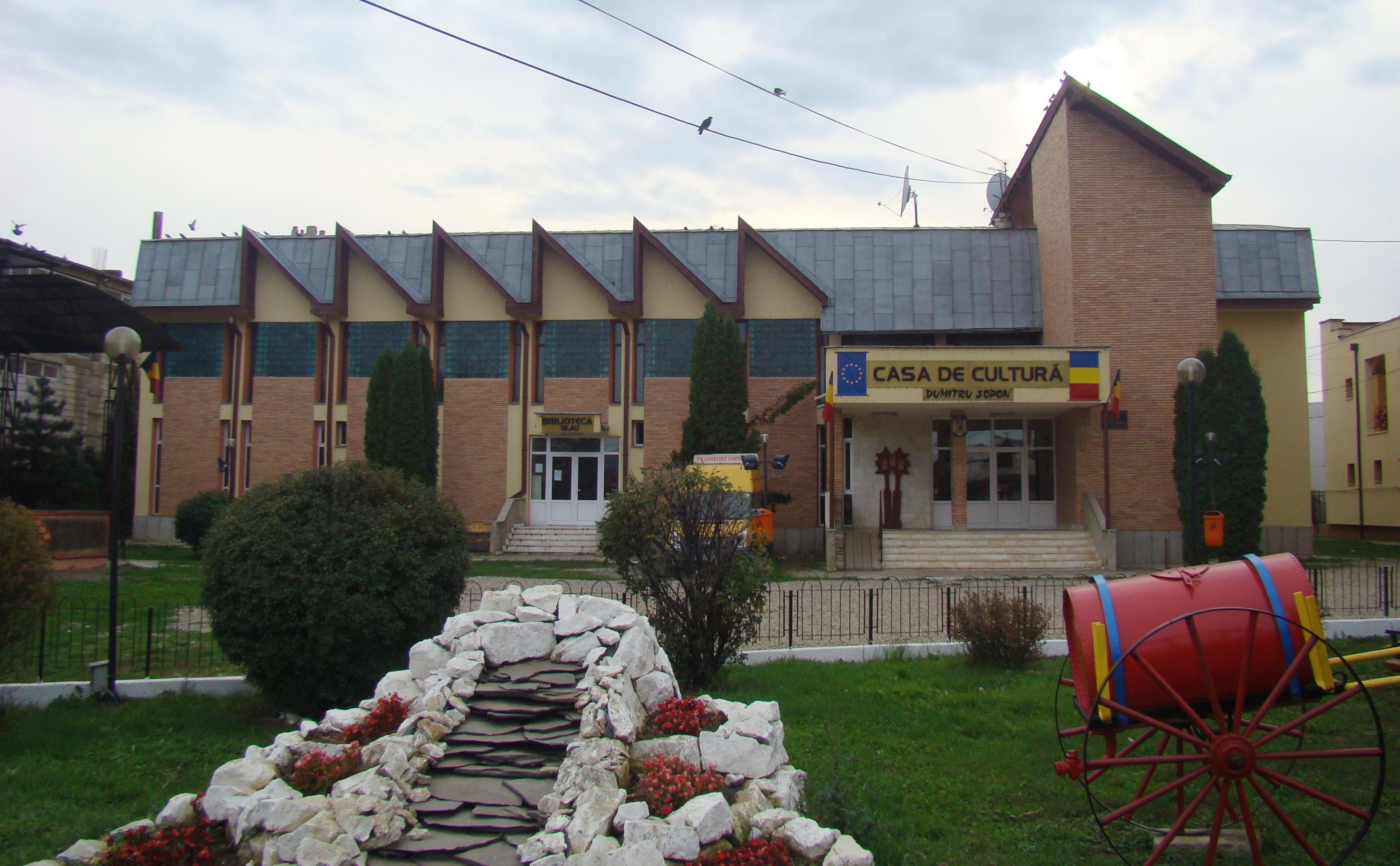
Casa de cultura
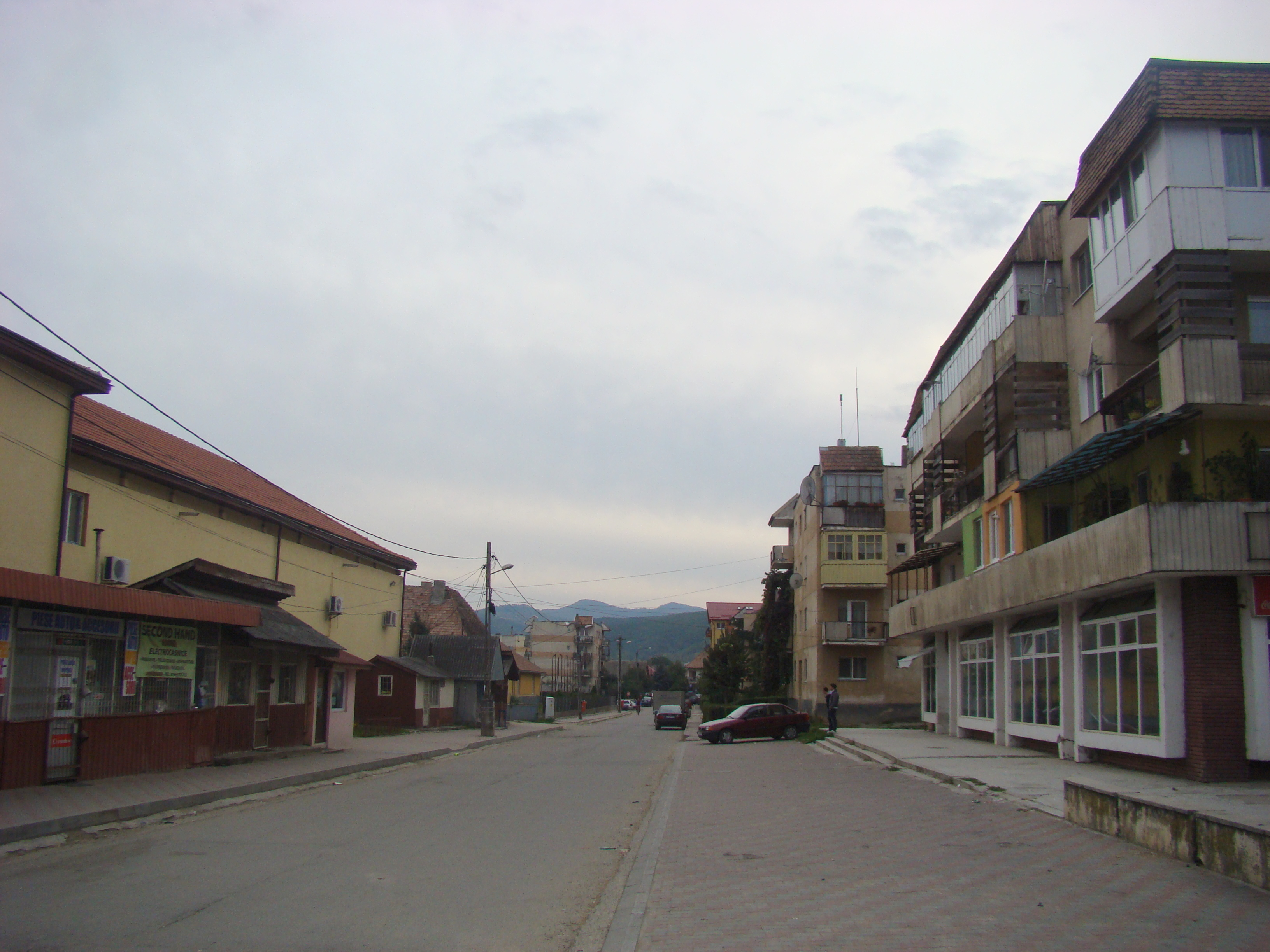